# Dōjin soft
I dōjin soft (同人ソフト?), altresì chiamati talvolta dōjin games (同人ゲーム?), sono videogiochi di tipo dōjin, cioè creati da hobbisti o gruppi hobbisti giapponesi, più per divertimento che per profitto; essenzialmente sono dunque videogiochi giapponesi sviluppati in modo indipendente. 
La maggior parte di essi sono basati su materiale già esistente, ma alcuni sono creazioni interamente originali. Sono quasi tutti esclusivi per Microsoft Windows, ma, a causa della sua protezione dalla copia molto scarsa, esiste qualche eccezione di rilievo per Dreamcast.

## Descrizione
I dōjin soft hanno di solito una versione "demo" (体験版 taikenban) gratuita su Internet e una versione completa in vendita. Il gioco Ragnarok Battle Offline della French-Bread, una parodia del MMORPG Ragnarok Online, ha talmente impressionato la Gravity Corp. (la compagnia dei progettisti originali del gioco), che è stato pubblicato ufficialmente al di fuori del Giappone.
Come i videogiochi creati da fan, i dōjin soft usano spesso personaggi di giochi, anime o manga già esistenti. Queste infrazioni del copyright generalmente vengono ignorate, in modo da incoraggiare la formazione di grandi comunità di fan. Ciò è molto diverso dalla civiltà occidentale, dove i videogiochi di questo tipo, una volta acquisito un grande successo, vengono di norma bloccati e fatti eliminare. Ci sono anche molti titoli di dōjin soft completamente originali, o che presentano solo vaghe allusioni ad altre serie.
Mentre la maggior parte delle vendite di dōjin soft si verifica con anime e videogiochi o ai convention di anime (come il Comiket), c'è un numero crescente di siti Internet che li vendono. Alcuni titoli sono acquistati talmente tanto che i loro creatori possono far diventare i loro "hobby amatoriali" un lavoro a tempo pieno. Un circolo in particolare, Type-Moon, è diventato uno sviluppatore di videogiochi commerciali e uno studio anime.

## Importanti compagnie di dōjin soft
- ABA Games: specializzata in sparatutto con aspetto astratto. La maggior parte dei suoi giochi è open source.
- 07th Expansion: specializzata in visual novel, degna di nota soprattutto per Higurashi no naku koro ni e Umineko no naku koro ni.
- Team Shanghai Alice: specializzata in sparatutto a scorrimento, degna di nota soprattutto per Tōhō Project.
- Twilight Frontier: specializzata in un'ampia varietà di giochi, tra cui picchiaduro e videogiochi a piattaforme.
- Type-Moon: ex-dōjin studio specializzato in visual novel.